# 1,4-Dioxane
Le 1,4-dioxane est l'un des trois isomères du dioxane. C'est un solvant fortement suspecté d'être cancérigène chez l'homme et cancérigène avéré sur le rat. Il a été très utilisé, et notamment ajouté à certains solvants chlorés, dans la seconde partie du XXe siècle, pour les rendre plus stables. Il peut contaminer les nappes phréatiques et l'eau (tout en dégradant ses qualités organoleptiques).

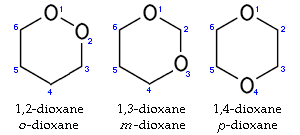
Les 3 isomères du dioxane.

## Propriétés
- Concentration à saturation : 38 000 ppm
- Coefficient de partage (eau/huile) : 2,6
- Limite de détection olfactive : 24,00 ppm
- Facteur de conversion (ppm→mg/m³) : 3,603
- Taux d'évaporation (éther=1) : 5,8

## Synthèse
Le 1,4-dioxane peut être synthétisé à partir de l'époxyéthane. L'époxyéthane subit une hydratation (catalysée par un acide fort, acide sulfurique concentré par exemple) pour former de l'éthane-1,2-diol (glycol). Puis une substitution nucléophile bimoléculaire (SN2) est catalysée par un acide fort, entre deux molécules de glycol. Enfin, une SN2 intramoléculaire, toujours catalysée par un acide fort, est suivie d'une déprotonation.

## Utilisations
Le 1,4-dioxane est avant tout utilisé dans des solvants pour le secteur de la manufacture. 
On le trouve aussi dans certains fumigènes et liquides de refroidissement, et comme agent moussant. 
C'est un sous-produit accidentel des procédés d'éthoxylation dans la fabrique de cosmétiques (déodorants, shampoings, dentifrice ou liquide pour bain de bouche) qu'il contamine alors.
Il est aussi utilisé comme solution-étalon pour calibrer des appareils de RMN, comme le tétraméthylsilane.
Également, le 1-4 Dioxane est le seul solvant connu qui puisse extraire le sodium présent dans un agrégat de sodium/oxyde de magnésium.

## Toxicité
Sa DL50 est de 5170 mg/kg chez le rat de laboratoire. 
Il est irritant pour les yeux et les voies respiratoires et il peut endommager le système nerveux central, le foie et les reins. 

Une étude (1978) sur la mortalité de travailleurs exposés au 1,4-dioxane a trouvé un nombre de décès par cancer non-significativement différent du nombre attendu. 

En 2014 il était classé par le NIEHS comme «raisonnablement susceptibles d'être cancérogènes pour l'homme» ; de même par le CIRC qui le classe cancérogène du groupe 2B (c'est-à-dire peut-être cancérogène pour l'homme car cancérogène connu chez d'autres animaux. L'Agence de protection de l'environnement des États-Unis (EPA) le classe aussi comme un cancérogène probable chez l'homme (ayant observé une incidence accrue de cancer dans les études contrôlées sur les animaux, mais pas dans les études épidémiologiques sur les travailleurs utilisant ce composé) et comme irritant - dès 400 milligrammes par mètre cube), à des taux significativement plus élevées que ceux retrouvés dans les produits commercialisés pour le grand public. Les études sur le rat suggèrent que le plus grand risque pour la santé est associé à l'inhalation de vapeurs pures,,.

### Cancérogène
Le 1,4-dioxane est cancérogène chez l'animal, il produit des tumeurs hépatiques et nasales. Il est classé cancérogène catégorie 3 par l'UE et dans le groupe 2B (cancerogène possible pour l'homme) par le CIRC.

### Risque d'explosion
Comme certains autres éthers, le dioxane se combine à l'oxygène de l'air lors d'une exposition prolongée à l'air pour former des peroxydes potentiellement explosifs. 
La distillation des dioxanes concentre ces peroxydes, augmentant le danger.

## Polluant
Ce polluant est assez souvent retrouvé sous (ou près) d'anciennes zones industrielles ayant utilisé des solvants (A la concentration de 1 μg/L (~ 1 ppb) il est fréquent dans les nappes des États-Unis1, 4-Dioxane Fact Sheet: Support Document" (PDF). OPPT Chemical Fact Sheets. United States Environmental Protection Agency. Février 1995.
Il est fréquent dans les lixiviat de décharges : dans le seul État du New Hampshire, en 2010 il est encore retrouvé sur 67 sites testés (de 2 ppb à plus de 11 000 ppb dans la nappe) et trente de ces sites sont d'anciennes décharges de déchets solides, presque toutes fermés des années plus tôt. 
Dans la nappe, le 1,4-dioxane se dégrade très mal et est plus mobile que les solvants chlorés qui l'accompagnent. On a montré (2015) au Canada que le solvant chloré qui lui est le plus souvent associé est le TCA, aujourd'hui interdit, depuis 1996 au Québec (et moindrement le DCM) ; la présence de TCA et dcm dans la nappe est donc un indicateur probable de panaches de pollution de l'eau au 1,4-dioxane éventuellement loin vers l'aval du sens de circulation de la nappe.
Considéré comme faiblement toxique pour la vie aquatique, il peut être biodégradé dans les milieux superficiels par plusieurs voies, mais très peu dans la nappe où il persistera durant des décennies voir plus d'un siècle, et les problèmes qu'il y pose sont exacerbés par sa grande solubilité dans l'eau, et parce qu'il ne se lie pas facilement aux sols ; il contamine donc facilement les eaux souterraines qui à leur tour peuvent polluer des sources ou des eaux destinées au réseau d'eau potable. Pour ces raisons un panache de pollution par du dioxane qui était associé à un autre solvant peut être plus étendu que le panache de son solvant associé.

## Contaminant de cosmétiques
Comme sous-produit du processus d'éthoxylation (voie de production de nombreux ingrédients de produits nettoyants et dits hydratants), le dioxane peut les contaminer. On en a retrouvé dans des cosmétiques et produits de soins personnels tels que déodorants, parfums, shampooings, dentifrices et bains de bouche [21] [22]. L'éthoxylation rend des agents nettoyants courants tels que le laureth sulfate d'ammonium et le laureth sulfate de sodium moins abrasifs et plus moussants. 
Du 1,4-dioxane est présent à faible dose dans divers cosmétiques, et bien que probablement cancérigène, c'est une substance non réglementée dans les cosmétiques en Chine et aux États-Unis.
En 2008 une association de consommateurs (Organic Consumers Association) a révélé la présence de dioxane dans près de 50 % des produits de soins personnels bio qu'elle a testés. 
Depuis 1979 la Food and Drug Administration (FDA) des États-Unis teste les matières premières cosmétiques et les produits finis pour y déterminer les taux de 1,4-dioxane. Le 1,4-dioxane était présent dans de nombreux ingrédients bruts éthoxylés (jusqu'à 1410 ppm) et sans surprise retrouvé dans les cosmétiques du commerce (jusqu'à 279 ppm) Plus de 85 ppm de 1?4 Dioxane ont été retrouvés dans des shampooings pour enfants, confirmant le besoin d'une surveillance étroite des matières premières et des produits finis, mais bien que la FDA encourage les fabricants à éliminer ce 1,4-dioxane, la loi fédérale ne l'exige pas.

## Règlementation
Dans les eaux souterraines prélevées pour fabriquer l'eau potable, le Japon a déterminé un seuil (norme) de 50 μg/L à ne pas dépasser. En Australie, le National Industrial Chemicals Notification and Assessment Scheme  concluait en 1998 que : « selon les résultats obtenus, le 1,4-dioxane peut être classifié comme étant pratiquement non toxique pour les micro-organismes, plantes et invertébrés aquatiques ainsi que sur les poissons. ».
Si l'OMS définit un seuil maximal de 50 µg/L dans l'eau potable (taux associée à un risque supplémentaire de cancer de 1·10-5 selon OMS (2005), l'US-EPA préconise 0,35 µg/L.
Ni la France ni l'Union européenne ne règlementent la teneur en 1,4-dioxane de l'eau potable (EDCH). En France des taux de 2,4 µg/L sont relevés.